# Hugo Haas
Hugo Haas (19. února 1901 Brno – 1. prosince 1968 Vídeň) byl československý divadelní i filmový režisér a herec židovského původu, známý z prvorepublikové kinematografie. Za druhé světové války emigroval do Spojených států amerických, koncem 50. let se vrátil do Evropy, nikoli však do vlasti. Zůstal ve Vídni, kde i zemřel.

## Biografie
Narodil se v domě č. 5 v Bezručově ulici v Brně v rodině židovského majitele obchodu s obuví U Zajíce Lipmanna (Zikmunda) Haase a jeho manželky Elky (Olgy), rozené Epsteinové, která emigrovala z Oděsy. Strýc z matčiny strany byl hercem ve Vídni. Hugův o dva roky starší bratr Pavel Haas se stal hudebním skladatelem. Rodina se brzy přestěhovala do nově postaveného bytového domu v Biskupské ulici č. 8, který byl v secesním slohu postaven v letech 1907–1909 architektem Maximem Johannem Monterem. Židovská rodina se proti tehdejším zvykům hlásila k českému prostředí. Hugo spolu s bratrem studoval zpěv na brněnské konzervatoři (mj. také fonetiku u Leoše Janáčka).
Dne 27. září 1938 se v Praze oženil s Marií Magdalenou Bibikoffovou (1917–2009), s níž měl syna Ivana (1939–1979). Jeho žena hrála také v epizodních rolích ve filmech, které režíroval.

### Divadlo
Po absolvování konzervatoře v roce 1920 mu ředitel brněnského Národního divadla Václav Štech nabídl místo a zde působil dva roky. Následovalo angažmá v Národním divadle v Ostravě a v divadle v Olomouci (sezóna 1923/1924). V roce 1924 odešel do pražského Divadla komedie. Odtud jej angažoval Jaroslav Kvapil v roce 1924 do Divadla na Vinohradech. Zde působil do roku 1929. V roce 1930 jej Karel Hugo Hilar přijal do souboru činohry Národního divadla v Praze, kde působil do roku 1939. V Národním divadle hrál např. v inscenacích Karla Hugo Hilara, Jiřího Frejky a Karla Dostala (Sokrates v Nezvalových Milencích z kiosku). Mezi nejvýznamnější role patřil doktor Galén v Bílé nemoci, kterou pro něj napsal přítel Karel Čapek. Jeho poslední rolí v Národním divadle byla v roce 1939 postava ředitele Busmana v Čapkově R.U.R.

### Film
V němém filmu si poprvé zahrál roli notáře Voborského v adaptaci divadelní veselohry Františka Ferdinanda Šamberka Jedenácté přikázání v roce 1923. (O dvanáct let později tuto úlohu ztvárnil znovu v již zvukovém stejnojmenném filmu režírovaném Martinem Fričem.) S příchodem zvukového filmu mohl uplatnit svůj komediální talent hned v roce 1931 ve filmu Muži v offsidu, který natočil Svatopluk Innemann. Do roku 1938 hrál asi ve třiceti filmech. V roce 1936 poprvé režíroval spolu s Otakarem Vávrou film Velbloud uchem jehly. Později ještě režíroval snímky Kvočna (hudbu pro film složil bratra Pavel Haas), Děvčata, nedejte se!, Bílá nemoc a Co se šeptá. Naposled hrál v komedii Miroslava Cikána Andula vyhrála, která byla do kin uvedena 2. prosince 1938. Film byl natočen podle povídky Olgy Scheinpflugové.

### Emigrace
V únoru roku 1939 dostal z Národního divadla výpověď kvůli židovskému původu. Manželům bylo jasné, že musí emigrovat. Jejich syna Ivana se ujal Hugův bratr Pavel Haas s manželkou. Otec Lipmann (Zikmund) umřel v květnu 1944 v Terezíně ve věku 73 let a bratr Pavel byl v Osvětimi zavražděn den po svém příjezdu, 17. října 1944, ve věku pětačtyřiceti let. V dubnu 1939 Hugo uprchl s manželkou Bibi do Francie a poté do Portugalska. Zde hledali možnosti jak se dostat do USA. Bibi se podařilo vyjednat cestu ponorkou, ovšem kapitán je odmítl přepravit s jejich třemi psy, takže z dohody sešlo. Pro Haasovy to bylo štěstí, protože ponorka se po nárazu na minu potopila. Do USA se jim nakonec odjet podařilo. Do roku 1942 hrál Hugo divadlo v anglickém jazyce (spolupráce s Erwinem Piscatorem a Bertoltem Brechtem, např. role Galilea), vyučoval v herecké škole Actor's Laboratory. Prosadil se i v Hollywoodu – nejen jako herec, ale i jako scenárista, režisér a producent. Koncem 50. let se vrátil do Evropy. Po krátkém pobytu v Itálii se roku 1961 usadil ve Vídni, kde občas účinkoval v televizi. S výjimkou krátké návštěvy při oslavách výročí Národního divadla v roce 1963 už se do vlasti nevrátil.
Zemřel ve Vídni 1. prosince 1968 a jeho urna byla uložena do rodinného hrobu na Židovském hřbitově v Brně vedle jeho matky Olgy, syna Ivana Michaela a Sofie (Soni) (manželky bratra Pavla).

## Hugo Haas a lidé

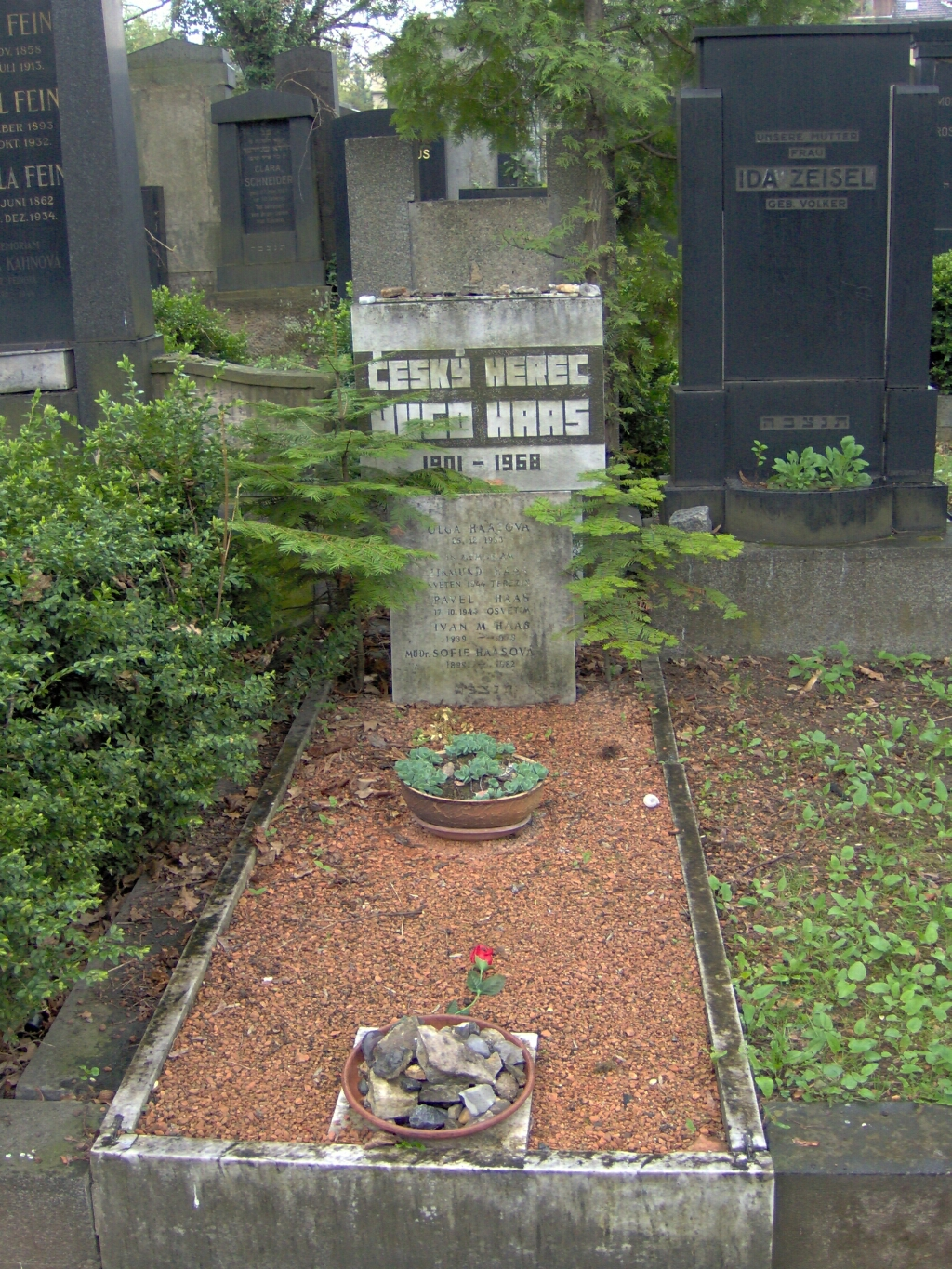
Hrob s kenotafem Huga Haase na brněnském Židovském hřbitově

S mnoha umělci jej spojovalo dlouholeté přátelství, společní známí i podobný způsob nazírání na divadelní tvorbu. Díky podobnému smýšlení mu nechal Karel Čapek velký prostor při ztvárnění doktora Galéna, hlavního hrdiny hry Bílá nemoc a dokonce ani nezasahoval do zfilmování dramatu, kterého se Hugo ujal jako režisér. Haase se hluboce dotkla smrt Karla Čapka, stejně jako jejich společného přítele Karla Poláčka. Mezi důvěrné přátele, s kterými udržoval písemnou korespondenci i po svém nuceném odchodu do exilu, patřila i Čapkova manželka, herečka Olga Scheinpflugová.
Jeho nejčastějšími hereckými partnerkami byly na pražských scénách Vinohradského a Národního divadla herečky Andula Sedláčková, Jiřina Šejbalová a Olga Scheinpflugová.
Jako režisér a hlavní herec si mohl své partnerky ve filmu vybírat, ale samozřejmě tomu tak nebylo vždy. Mnohokrát se mu stala filmovou partnerkou Adina Mandlová (Ať žije nebožtík, Děvčata nedejte se!, Mazlíček, Život je pes). Po jeho boku se objevila rovněž Věra Ferbasová (jako jeho nemanželská dcera ve snímku Mravnost nade vše a nevěsta v komedii Andula vyhrála). Ve filmech Velbloud uchem jehly a Okénko si zahrál manžela Antonie Nedošinské. Jako Haasovy partnerky se představily také Suzanne Marwille (Sestra Angelika), Lída Baarová (Madla z cihelny, Okénko) a Jiřina Štěpničková (Jedenácté přikázání, Velbloud uchem jehly – role dcery).

## Divadelní role (výběr)
- 1925 – Pierre Corneille: Lhář, titul. role, Divadlo na Vinohradech, režie Jan Bor
- 1925 – August Strindberg: Velikonoce, Eliáš, Divadlo na Vinohradech, režie Bohuš Stejskal
- 1926 – Jan Bartoš: Hrdinové naší doby, Talský, Divadlo na Vinohradech, režie Jan Bor
- 1926 – J. K. Tyl: Jan Hus, Král Václav IV., Divadlo na Vinohradech, režie Bohuš Stejskal
- 1927 – Z. Štěpánek, B. Vrbský: Transport č. 20, Věštec, Divadlo na Vinohradech, režie Bohuš Stejskal
- 1928 – F. M. Dostojevskij: Zločin a trest, Lužin, Divadlo na Vinohradech, režie Jan Bor
- 1928 – A. Dumas: Dáma s kaméliemi, Armand Duval, Divadlo na Vinohradech, režie Bohuš Stejskal
- 1928 – Edouard Bourdet: Spoutaný, Filip Darthez, Divadlo na Vinohradech, režie G. Schmoranz j.h.
- 1928 – Henrik Ibsen: Divoká kachna, Gregers Werle, Divadlo na Vinohradech, režie Jan Bor
- 1928 – Arnošt Dvořák: Kalich, Papež Jan XXIII., Divadlo na Vinohradech, režie Jan Bor
- 1930 – Edwin Burke: Čemu se říká láska, Normie de Witt, Stavovské divadlo, režie Gabriel Hart
- 1931 – William Shakespeare: Kupec benátský, Bassanio, Národní divadlo, režie Karel Dostal
- 1931 – Ferdinand Bruckner: Alžběta Anglická, Bacon, Národní divadlo, režie K. H. Hilar
- 1931 – Olga Scheinpflugová: Okénko, Jakub Johánek, Stavovské divadlo, režie Jiří Frejka
- 1931 – Marcel Pagnol: Malajský šíp, Panisse, Stavovské divadlo, režie Vojta Novák
- 1932 – J. K. Tyl: Fidlovačka aneb Žádný hněv a žádná rvačka, Ondřej Jammerweil, Národní divadlo, režie K. H. Hilar
- 1932 – Marcel Archard: Domino, Crémone, Stavovské divadlo, režie Vojta Novák
- 1933 – Jacques Deval: Továryš, Karel Arbeziat, Stavovské divadlo, režie Vojta Novák
- 1933 – Jan Klokoč: Aladin, Pavel Vydal, Stavovské divadlo, režie Karel Dostal
- 1933 – Marcel Archard: Dáma v bílém, Ramon Zara, Stavovské divadlo, režie Karel Dostal
- 1934 – William Shakespeare: Cokoli chcete čili Večer tříkrálový, Malvolio, Národní divadlo, režie K. H. Hilar
- 1935 – Joža Götzová: Marie Antoinetta, Kardinál Rohan, Stavovské divadlo, režie K. H. Hilar
- 1935 – F. X. Svoboda: Poslední muž, Kohout, Stavovské divadlo, režie Milan Svoboda
- 1935 – Frank Tetauer: Veřejný nepřítel, Něgorelov, Stavovské divadlo, režie Jiří Frejka
- 1936 – G. B. Shaw: Milionářka, Alastair Fitzfassenden, Stavovské divadlo, režie Karel Dostal
- 1937 – Karel Čapek: Bílá nemoc, Doktor Galén, Stavovské divadlo, režie Karel Dostal
- 1937 – Edmond Konrád: Kde se nežebrá, Antonín Dostal, Stavovské divadlo, režie Karel Dostal
- 1938 – Karel Čapek: Loupežník, Šefl, Stavovské divadlo, režie Jiří Frejka
- 1939 – Karel Čapek: R.U.R., Konsul Busman, Stavovské divadlo, režie Karel Dostal (Poslední představení Hugo Haase v angažmá v Národním divadle dne 27. února 1939 [11])

## Filmografie

### Film

#### V Československu
- 1925 Josef Kajetán Tyl – role: Šlik
- 1929 Z českých mlýnů – role: baron Zachariáš Zlámany
- 1930 Když struny lkají – role: Host v baru
- 1931 Muži v offsidu – role: Načeradec
- 1931 Kariéra Pavla Čamrdy – role: Vokoun
- 1931 Načeradec král kibiců – role: Richard Načeradec
- 1931 Dobrý voják Švejk – role: MUDr. Katz
- 1932 Madla z cihelny – role: Jan Dolanský
- 1932 Sestra Angelika – role: Pavel Ryant
- 1932 Zapadlí vlastenci – role: Adam Hejnů
- 1932 Obrácení Ferdyše Pištory – role: Richard Rosenstok
- 1933 Život je pes – role: skladatel Viktor Honzl
- 1933 Okénko – role: docent Jakub Johánek
- 1933 Její lékař – role: Pavel Hodura
- 1933 Dům na předměstí – role: Zajíček
- 1934 Poslední muž – role: Prof. Alois Kohout
- 1934 Mazlíček – role: Dr. Alois Pech, vězeňský knihovník
- 1935 Jedenácté přikázání – role: Jiří Voborský
- 1935 Ať žije nebožtík – role: Petr Suk
- 1936 Velbloud uchem jehly – role: žebrák Josef Pešta
- 1936 Mravnost nade vše – role: Prof. Antonín Karas
- 1936 Švadlenka – role: Francois Lorrain
- 1936 Tři muži ve sněhu – role: továrník Bárta
- 1936 Ulička v ráji – role: Tobiáš
- 1936 Dobrodinec chudých psů – role: pohodný Tobiáš
- 1937 Bílá nemoc – role: Dr. Galen
- 1937 Děvčata, nedejte se! – role: Prof. Emanuel Pokorný
- 1938 Andula vyhrála – role: továrník Pavel Haken
- 1938 Svět, kde se žebrá – role: Josef Dostál
- 1938 Co se šeptá – role: Vilém Gregor

#### V USA
- 1944 Days of Glory
- 1944 Summer Storm
- 1944 Strange Affair
- 1944 Mrs. Parkington
- 1944 The Princess and the Pirate
- 1945 Documents secrets
- 1945 A Bell for Adano
- 1945 Jealousy
- 1945 What Next, Corporal Hargrove?
- 1945 Dakota – role: Marko Poli
- 1946 Two Smart People
- 1946 Holiday in Mexico
- 1947 Leben des Galilei
- 1947 The Private Affairs of Bel Ami
- 1947 Fiesta
- 1947 Northwest Outpost
- 1947 The Foxes of Harrow
- 1947 Merton of the Movies
- 1948 My Girl Tisa
- 1948 Casbah
- 1948 For the Love of Mary
- 1949 Bojovný muž z Kentucky (The Fighting Kentuckian, USA) – role: generál Paul de Marchand
- 1950 King Solomon's Mines
- 1950 Vendetta
- 1951 Hlídač č. 47 (originál Pickup)
- 1951 The Girl on the Bridge
- 1952 Strange Fascination
- 1953 One Girl's Confession
- 1953 Thy Neighbor's Wife
- 1954 Bait
- 1954 The Other Woman
- 1955 The Tender Trap
- 1956 Edge of Hell
- 1957 Hit and Run
- 1957 Lizzie
- 1959 Born to Be Loved
- 1960 Adventures in Paradise
- 1960 Bonanza
- 1962 Paradise Alley

### Televize

#### V USA
- 1949 Your Show Time (seriál)
- 1953 The Ford Television Theatre (seriál 1953-1954)
- 1956 Telephone Time (seriál 1956-1957)

#### V Rakousku
- 1965 Příběh s pianolou (Pianola Story) – role: stárnoucí chudý muž
- 1966 Soused (Der Nachbar) – hlavní role, námět, scénář, režie
- 1967 Bláznivý nápad (Verrückt) – filmový režisér, námět, scénář, režie[12]

## Galerie

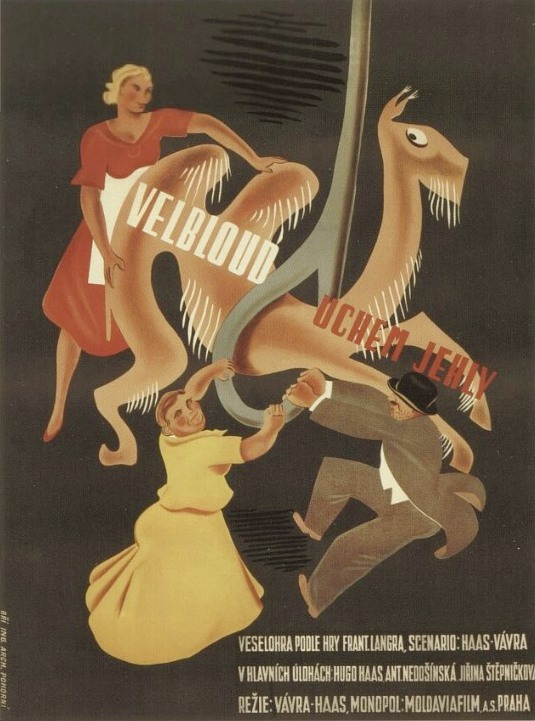
Filmový plakát k filmu Velbloud uchem jehly (1936)
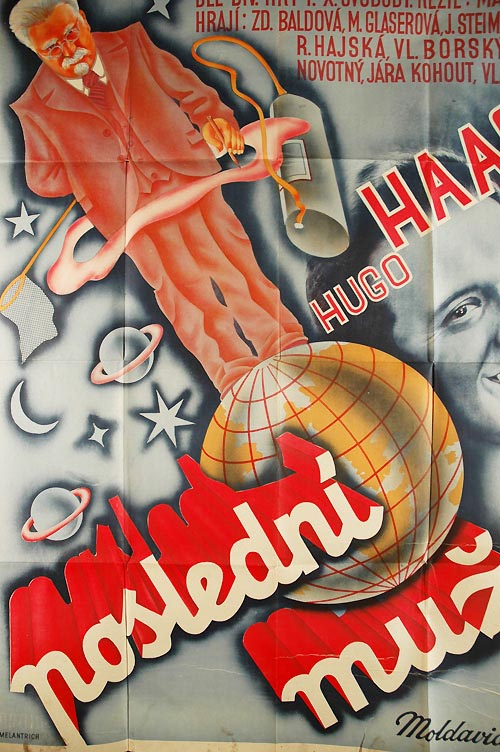
Filmový plakát k filmu Poslední muž (1934) s Hugo Haasem v hlavní roli